# 梅内斯克维尔
梅内斯克维尔（法語：Ménesqueville，法語發音：[menɛskəvil]）是法国厄尔省的一个市镇，位于该省东北部，属于莱桑德利区。

## 地理
梅内斯克维尔（49°21'46"N, 1°24'39"E）面积4.17 平方千米，位于法国诺曼底大区厄尔省，该省份为法国北部内陆省份，北起滨海塞纳省，西接奧恩省和卡爾瓦多斯省，南至厄尔-卢瓦省，东临瓦兹省、瓦兹河谷省和伊夫林省。
与梅内斯克维尔接壤的市镇（或旧市镇、城区）包括：沙勒瓦勒、略尔河畔罗赛、图夫勒维尔、瓦勒多尔热。

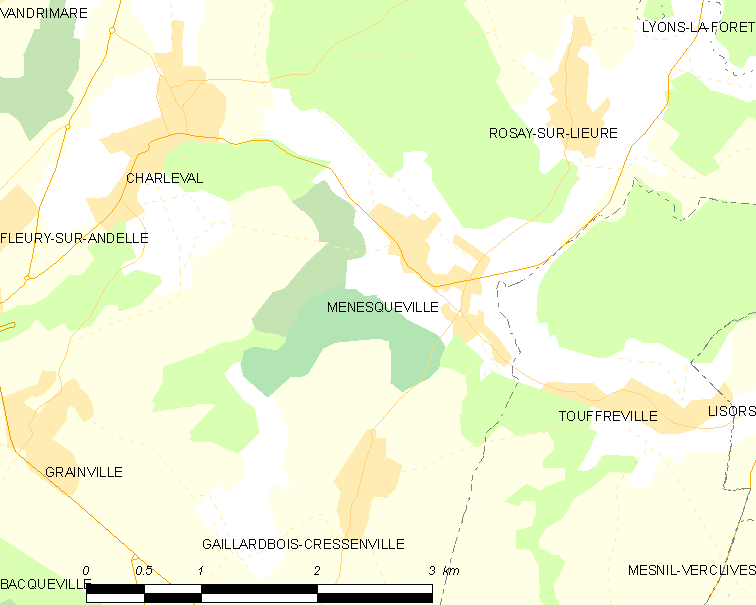
梅内斯克维尔的OSM定位图

梅内斯克维尔的时区为UTC+01:00、UTC+02:00（夏令时）。

## 行政
梅内斯克维尔的邮政编码为27850，INSEE市镇编码为27396。

## 政治
梅内斯克维尔所属的省级选区为昂代勒河畔罗米伊县。

## 人口

1962-2008年间梅内斯克维尔人口变化图示

梅内斯克维尔于2022年1月1日时的人口数量为478人。